# Hunnestad sogn
Hunnestad sogn i Halland var en del af Himle herred. Hunnestads distrikt dækker det samme område og er en del af Varbergs kommun. Sognets areal var 14,92 kvadratkilometer, heraf land 14,82. I 2020 havde distriktet 677 indbyggere. Landsbyen Hunnestad ligger i sognet.
Navnet (1461 Hwndestade) består af to dele. Den første del referer till hunnere eller hund, den anden del stemmer fra stad.. Befolkningen steg fra 1810 (400 indbyggere) til 1870 (734 indbyggere). Derefter faldt den indtil 1980 (430 indbyggere), derefter er den steget igen.